# ホンダ・ナイトホーク
ナイトホーク（NIGHTHAWK）は本田技研工業がかつて製造販売していたオートバイのシリーズ商標である。

## モデル一覧
元々は日本国内仕様として販売されていたCB750カスタムやCBX750ホライゾンなどの北米向け輸出仕様クルーザータイプに対し、1980年代から使用されていたCBシリーズのペットネームである。
1990年代になり北米向け輸出仕様の一部が法規制や保安基準に適合させた上で日本国内販売されることになり、後述する750㏄ならびに250㏄クラスモデルがペットネームをそのままシリーズ商標ならびに車名へ転用して販売された。

### ナイトホーク750

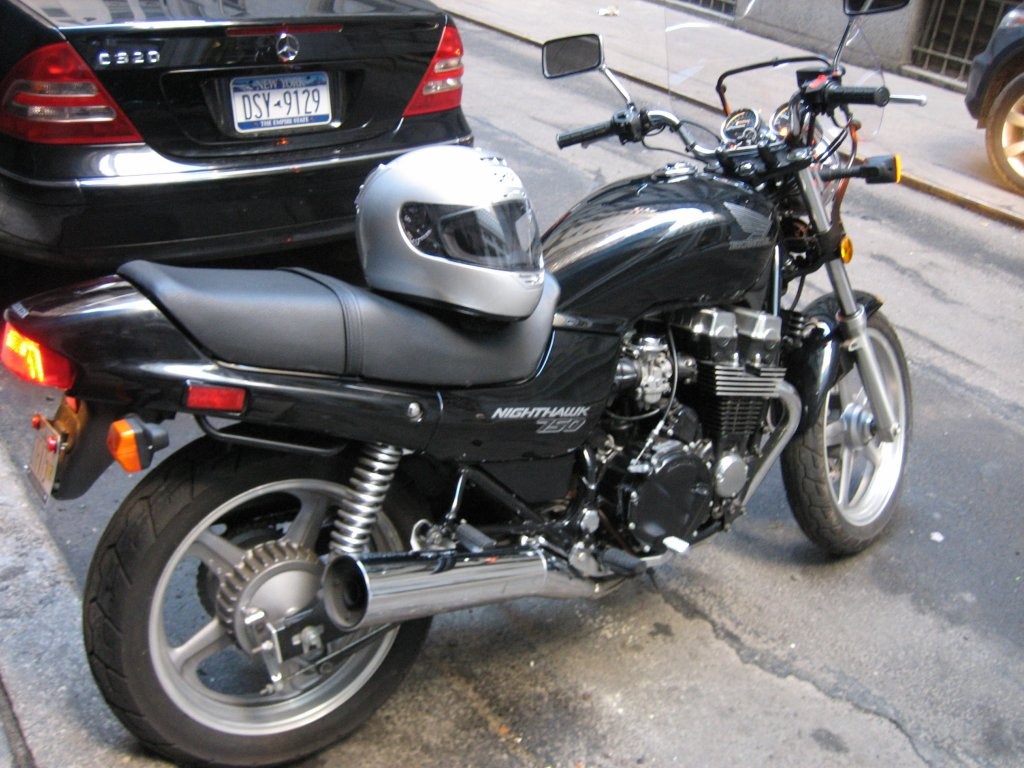
ナイトホーク750
（輸出仕様）

1991年7月12日発表、同月12日発売。型式名RC39。ネイキッドタイプの大型自動二輪車である。
搭載されるRC17E型空冷4ストローク4気筒4バルブDOHCエンジンをはじめ基本コンポーネンツをCBX750シリーズと共用する姉妹車であるが、長距離ツーリングを楽しみ市街地での使い易さも兼ね備えたコンセプトで開発されたことから、ブレーキは前輪が油圧式シングルディスクブレーキ、後輪が機械式リーディング・トレーリング、マニュアルトランスミッションが6速→5速に変更されるなどの相違点がある。
本モデルの日本国内販売台数は750台限定とされ、後継車種は翌年に発売されたRC42型CB750となったが、北米向け輸出仕様は2003年まで継続生産された。

### ナイトホーク250

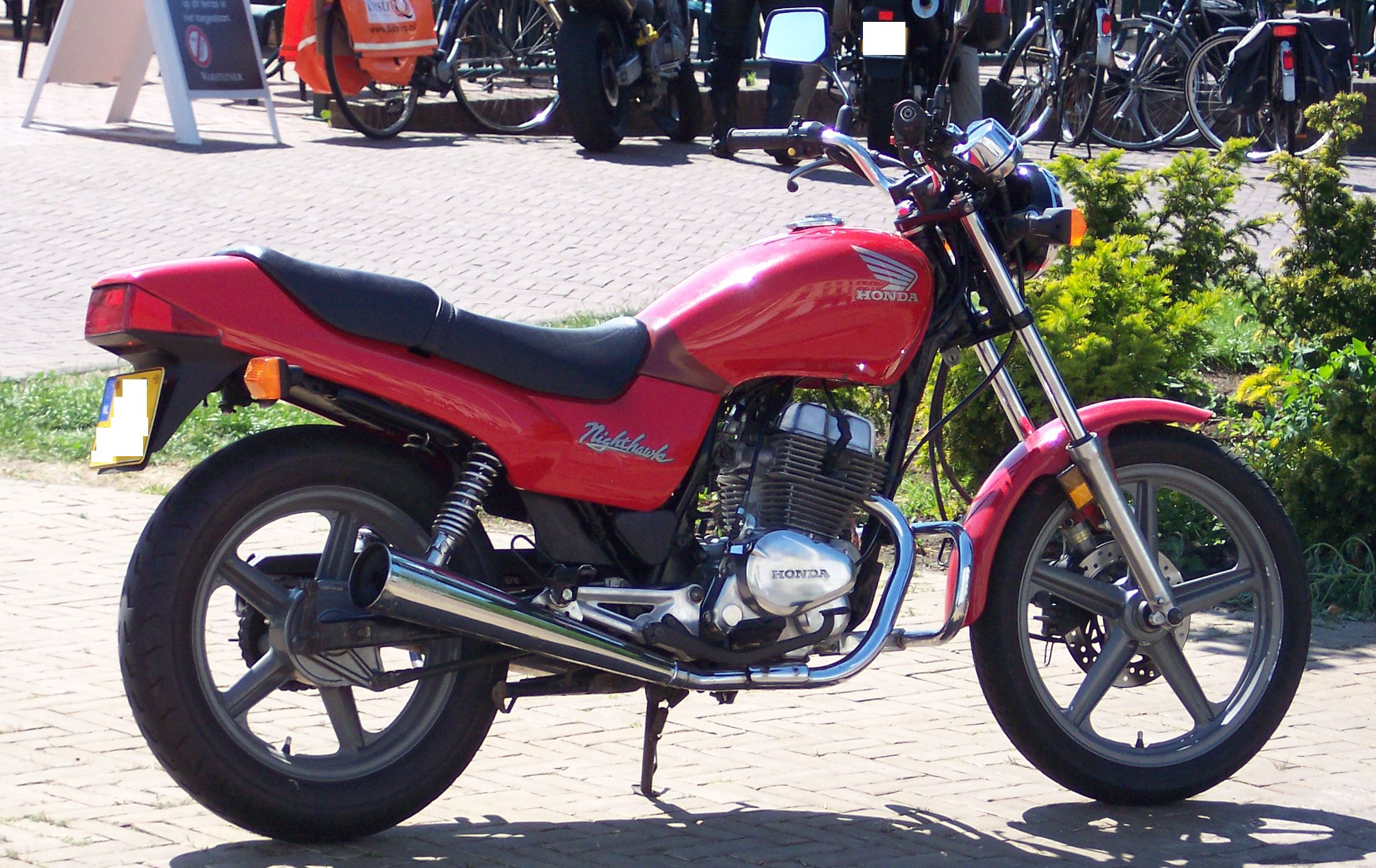
ナイトホーク250

1992年2月21日発表、同年3月1日発売。型式名MC26。排気量250ccクラスの普通自動二輪車で、本モデルは車体デザインなどは上述した750ccモデルを踏襲するもののMC24E型空冷4ストローク2気筒SOHCエンジンをはじめ基本コンポーネンツは250TシリーズやCD250Uなどと共用する。
日本国内仕様とはイタリアグリメカ社製キャストホイールを装着するが、初期の北米向け輸出仕様は前後ドラムブレーキかつスポークホイールとされた。
1994年2月28日発表、同年3月14日発売でカラーリング変更のマイナーチェンジを実施。その後は、日本国内仕様が1998年施行の排出ガス規制により同年までに、北米向け輸出仕様も1999年までに生産終了となった。

### 諸元
| 車名                 | ナイトホーク750                | ナイトホーク250                |
| 型式                 | RC39                           | MC26                           |
| モデルイヤー         | 1991                           | 1992                           |
| 全長x全幅x全高（m）  | 2.230x0.805x1.140              | 2.090x0.755x1.090              |
| ホイールベース（m）  | 1.505                          | 1.425                          |
| 最低地上高（m）      | 0.140                          | 0.165                          |
| 最小回転半径（m）    | 2.600                          | 2.300                          |
| シート高（m）        | 0.780                          | 0.745                          |
| 車両重量（kg）       | 228                            | 145                            |
| 乗車定員             | 2人                            | 2人                            |
| 定地走行燃費         | 27.0km/L（60㎞/h）             | 50.0km/L（50㎞/h）             |
| エンジン型式         | RC17E                          | MC24E                          |
| 構造                 | 空冷4ストロークDOHC4気筒       | 空冷4ストロークSOHC2気筒       |
| 総排気量             | 747㏄                          | 233㏄                          |
| 内径x行程（mm）      | 67.0x53.0                      | 53.0x53.0                      |
| 圧縮比               | 9.3                            | 9.2                            |
| 最高出力             | 75ps/8,500rpm                  | 21ps/8,500rpm                  |
| 最大トルク           | 6.5kg-m/7,500rpm               | 2.0kg-m/6,500rpm               |
| 点火方式             | フルトランジスタ式バッテリー   | CDI式マグネット                |
| キャブレター         | VE66x4                         | VE37x2                         |
| 始動方式             | セルフ式                       | セルフ式                       |
| 潤滑方式             | 圧送飛沫併用式                 | 圧送飛沫併用式                 |
| 燃料タンク容量（L）  | 18.0                           | 16.0                           |
| クラッチ             | 油圧式湿式多板                 | ワイヤー式湿式多板             |
| 変速方式             | リターン                       | リターン                       |
| トランスミッション   | 常時噛合5段                    | 常時噛合5段                    |
| 1速                  | 3.000                          | 2.846                          |
| 2速                  | 2.055                          | 1.777                          |
| 3速                  | 1.545                          | 1.333                          |
| 4速                  | 1.240                          | 1.083                          |
| 5速                  | 1.074                          | 0.913                          |
| 1次減速比            | 1.783                          | 3.631                          |
| 最終減速比           | 2.533                          | 2.214                          |
| フレーム             | ダブルクレードル               | ダイヤモンド                   |
| サスペンション（前） | テレスコピック                 | テレスコピック                 |
| サスペンション（後） | スイングアーム                 | スイングアーム                 |
| キャスター           | 29°00′                         | 28°30′                         |
| トレール             | 117.0mm                        | 109.0mm                        |
| タイヤ（前）         | 110/80-18 58H                  | 90/100-18 54S                  |
| タイヤ（後）         | 140/70-17 66H                  | 120/90-16 63S                  |
| ブレーキ（前）       | 油圧式シングルディスク         | 油圧式シングルディスク         |
| ブレーキ（後）       | 機械式リーディングトレーリング | 機械式リーディングトレーリング |
| 標準現金価格         | 639,000円                      | 349,000円                      |
| -------------------- | ------------------------------ | ------------------------------ |